# Kamienica Szlachecka
Kamienica Szlachecka (kaszub. Kamiéńca Szlacheckô) – wieś letniskowa w Polsce, położona w województwie pomorskim, w powiecie kartuskim, w gminie Stężyca, na Pojezierzu Kaszubskim, w otulinie Kaszubskiego Parku Krajobrazowego. 
W latach 1954–1972 wieś należała i była siedzibą władz gromady Kamienica Szlachecka. W latach 1975–1998 miejscowość położona była w województwie gdańskim.
Kamienica Szlachecka 31 grudnia 2014 r. miała 1107 stałych mieszkańców, z których 861 osób mieszkało w głównej części miejscowości.
Kamienica Szlachecka ma dwie nazwane części miejscowości: Bolwerk i Ostrowo.
Wieś jest siedzibą sołectwa Kamienica Szlachecka, w którego skład wchodzą również Ostrowo, Przyrowie i Bolwerk. Miejscowość jest placówka Ochotniczej Straży Pożarnej.
Na pobliskim wzgórzu Zamkowej Górze znajdują się wyraźne pozostałości grodziska z okresu VII-IX wieku..
| SIMC    | Nazwa   | Rodzaj               |
| ------- | ------- | -------------------- |
| 0173775 | Bolwerk | część wsi do 2023    |
| 0173781 | Ostrowo | część wsi do 2022 r. |

## Historia miejscowości
W XVI w. w obecnej Kamienicy Szlacheckiej mieszkała szlachta.
Do 1875 roku obowiązującą nazwą pruskiej administracji dla Kamienicy Szlacheckiej była Adlig Kamienitza. W 1876 roku Adlig Kamienitza została przez propagandystów pruskich (w ramach szerokiej akcji odkaszubiania i odpolszczania nazw niemieckiego lebensraumu) zweryfikowana jako zbyt kaszubska i przemianowana na nowo wymyśloną i bardziej niemiecką - Niedeck od staro-niemieckiego "nie" (nowy) i "deck" (pokład).
F. Lorentz w spisie z r. 1923 stosuje wyróżnik Wielka do Kamienicy Szlacheckiej.  
Od końca I wojny światowej wieś znajdowała się ponownie w granicach Polski (powiat kartuski). Podczas II wojny światowej okolice Kamienicy Szlacheckiej były obszarem wzmożonej działalności Gryfa Pomorskiego.
Do 1954 roku miejscowość była siedzibą gminy Kamienica Szlachecka. W latach 1975–1998 miejscowość administracyjnie należała do województwa gdańskiego.

## Nazwa
Kamienica jest nazwą topograficzną, ukazującą właściwości terenu, w którym powstała. Pochodzenie nazwy Kamienica dla Kaszuby jest łatwe do odtworzenia. Znany jest bowiem w kaszubszczyźnie rzeczownik kamińca w znaczeniu 'pole pokryte licznymi kamieniami'. Takie samo znaczenie ma też w języku kaszubskim wyraz kamionka. Dlatego zrozumiałe jest, że niektóre nazwy Kamionka przeszły w postać Kamienica. Nazwy pasują do kaszubskiego krajobrazu z polami usianymi kamieniami.